# Nadleśnictwo Złocieniec
Nadleśnictwo Złocieniec – nadleśnictwo podlegające pod Regionalną Dyrekcję Lasów Państwowych w Szczecinku, położone jest w południowej części województwa zachodniopomorskiego. Obejmuje części powiatów: drawskiego, łobeskiego, wałeckiego. Powierzchnia nadleśnictwa według stanu na 1 stycznia 2010 wynosi 14 530,28 ha.

## Leśnictwa
W skład Nadleśnictwa Złocieniec wchodzi 9 leśnictw:
- Leśnictwo Siecino,
- Leśnictwo Dołgie,
- Leśnictwo Złocieniec,
- Leśnictwo Darskowo,
- Leśnictwo Suliszewo,
- Leśnictwo Osiek,
- Leśnictwo Stawno,
- Leśnictwo Wierzchowo,
- Leśnictwo Sienica,

## Ochrona przyrody
W północnej części nadleśnictwa w 1974 roku został utworzony Rezerwat florystyczny "Jezioro Czarnówek" o powierzchni 11,88 ha. Ochronie podlega jezioro lobeliowe z roślinami reliktowymi. Jezioro ma charakter śródleśny, znajduje się w rynnie fluwioglacjalnej położonej południkowo. Średnia głębokość wynosi 3 metry, a woda charakteryzuje się wysokim pH.
W 1965 roku utworzony został Rezerwat torfowiskowy "Torfowisko nad Jeziorem Morzysław Mały" zajmujący obszar 9,75 ha. Przedmiotem ochrony są torfowiska węglanowe i przejściowe a także stanowiska roślin reliktowych. Na terenie rezerwatu występuje 112 gatunków roślin naczyniowych, 48 gatunków mszaków, 4 gatunki porostów.

## Natura 2000
Tereny Nadleśnictwa Złocieniec zajmują obszary Natura 2000:
- PLB320019 "Ostoja Drawska" - teren o rzeźbie terenu ukształtowanej podczas zlodowacenia. Spotkać można tutaj takie formy ukształtowania terenu jak wały moreny czołowej, ozy, kemy, doliny rzek, jeziora rynnowe i wytopiskowe. Obszar obejmuje zdecydowaną większość terenu nadleśnictwa,
- PLH320039  "Jeziora Czaplineckie" - teren o powierzchni 31 949,30 ha z czego 2859,03 ha pod zarządem Nadleśnictwa Złocieniec. Znajduje się na nim 47 jezior. Lesistość obszaru wynosi ponad 35%. Około 50% gruntów jest użytkowana rolniczo. Na obszarze znajdują się torfowiska i jeziora lobeliowe. Główny kompleks leśny jest usytuowany na północ od Złocieńca,
- PLH320023 "Jezioro Lubie i Dolina Drawy" - teren o powierzchni 15 046,70 ha z czego 1168,51 ha pod zarządem Nadleśnictwa Złocieniec. Obejmuje on jezioro Lubie wraz z przepływającą przez nie rzeką Drawą, odcinkiem doliny Drawy i Starej Drawy oraz przyległymi łąkami i lasami. Ochronie podlegają zjawiska źródliskowe, torfowiska mszarne i jeziora dystroformiczne, wrzosowiska w terenie Poligonu Drawskiego.

## Pomniki przyrody
Na terenie nadleśnictwa znajduje się 25 pomników przyrody, na które składa się 21 drzew oraz 4 głazy narzutowe.

## Użytki ekologiczne
Rada Miejska Złocieńca uchwałą z dnia 30 stycznia 2014 r. ustanowiła użytek ekologiczny "Stawieńskie Bagna" zajmujący powierzchnię 63,75 ha. Ochroną objęto różnorodność biologiczną okresowo zalewanych łąk, bagien, zadrzewień stanowiących siedlisko i miejsce rozrodu m.in. płazów i gadów. Swoje stanowiska lęgowe mają tutaj również żuraw zwyczajny i błotniak stawowy. Swoje żerowiska mają tutaj kania ruda i bielik zwyczajny.